# Veto Gap
Veto Gap är ett bergspass i Antarktis. Det ligger i Östantarktis. Nya Zeeland gör anspråk på området. Veto Gap ligger 2 176 meter över havet.
Terrängen runt Veto Gap är varierad. Trakten är obefolkad. Det finns inga samhällen i närheten.